# 呉少誠
呉 少誠（ご しょうせい、750年 - 809年）は、唐代の軍人。本貫は幽州潞県。

## 経歴
魏博節度都虞候の呉翔の子として生まれた。父の勲功により蔭官を授かり、王府戸曹参軍を初任とした。後に荊南節度使の庾準の下で牙門将となった。建中2年（781年）、庾準が入朝することになると、少誠はこれに従って襄州にいたり、梁崇義が謀反を企んでいることを察知した。少誠はひそかにこれを捕らえる計略を立てた。淮西節度使の李希烈がこれを奏上すると、少誠は抜擢されて通義郡王に封じられた。李希烈が梁崇義を討つと、少誠は淮西兵馬使となり、その先鋒をつとめた。梁崇義の乱が鎮圧されると、少誠は実封5000戸を賜った。建中4年（783年）、李希烈が反乱を起こすと、少誠はこれに従った。
貞元2年（786年）、李希烈が死去すると、少誠らははじめ陳仙奇を推して淮西節度の軍事を統べさせようとした。しかしほどなく少誠は陳仙奇を殺害した。淮西の人々は少誠を知留後に推した。少誠は朝廷により蔡州刺史・申光蔡等州節度観察兵馬留後に任じられた。貞元3年（787年）、申州刺史の張伯元や殿中侍御史の鄭常を殺害した。蔡州の地には馬が少なく、騾馬に乗って戦ったので、少誠の軍は「騾子軍」と呼ばれた。貞元5年（789年）、少誠は正式に淮西節度使とされた。
貞元15年（799年）、陳許節度使の曲環が死去すると、少誠は勝手に出兵して臨潁県を攻撃した。陳許節度留後の上官涗が兵を派遣して臨潁県の救援に赴いた。臨潁鎮使の韋清が少誠と通じたことで、少誠は上官涗の兵3000人あまりを捕縛して去った。9月、少誠は許州を包囲した。ほどなく徳宗の詔が下って少誠の官爵が剥奪され、官軍は16道に兵馬を分遣して少誠の討伐に当たった。12月、官軍は小溵河で敗北した。貞元16年（800年）1月、夏州節度使の韓全義が淮蔡招討処置使となり、北路行営の諸軍の将士はみな韓全義の指揮を受け、陳許節度留後の上官涗はその副使をつとめた。5月、韓全義は少誠の将の呉秀や呉少陽らと溵水の南で戦い、官軍は再び敗れた。7月、韓全義が五楼行営に駐屯すると、少誠はこれに乗じて、韓全義の軍を破った。韓全義と都監軍使の賈秀英・賈国良らは夜間に逃走し、溵水に城を築いて守った。汴宋・徐泗・淄青の軍は陳州に赴き、四面に陣営をならべた。少誠の兵が溵水の5・6里下流に迫って宿営すると、韓全義の諸軍はさらに陳州に退いて守った。汴宋・河陽などの兵はおのおの勝手に本道に帰り、陳許の将の孟元陽は神策兵とともに溵水に軍を留めた。韓全義は昭義・義成・河陽・河中の都将およそ4人を斬ったが、統制を回復することはできず、少誠を討とうとする官軍の企図は挫折に終わった。少誠はほどなく兵を退いて蔡州に帰った。
詔が下って少誠の罪は許され、その官爵をもどされ、検校僕射を加えられた。貞元21年（805年）、順宗が即位すると、少誠は同中書門下平章事を加えられた。元和元年（806年）、検校司空に転じ、濮陽郡王に徙封された。元和4年（809年）11月、死去した。享年は60。司徒の位を追贈された。

## 伝記資料
- 『旧唐書』巻145 列伝第95
- 『新唐書』巻214 列伝第139